# Pastorale (Miró)
Pour les articles homonymes, voir Pastorale.
Pastorale est un tableau réalisé par le peintre espagnol Joan Miró en 1923-1924. Cette toile exécutée à la pierre noire et la peinture à l'huile est une pastorale surréaliste. Elle est conservée au musée national centre d'art Reina Sofía, à Madrid.

## Expositions
- Joan Miró: Schnecke Frau Blume Stern, Museum Kunstpalast, Düsseldorf, 2002 — n°6.